# Paraphaeosphaeria amblyspora
Paraphaeosphaeria amblyspora är en svampart som beskrevs av Ramaley. Paraphaeosphaeria amblyspora ingår i släktet Paraphaeosphaeria och familjen Montagnulaceae.   Inga underarter finns listade i Catalogue of Life.